# Riberada d'Amunt
Riberada d'Amunt és una entitat de població del municipi de Sant Llorenç de la Muga a la comarca de l'Alt Empordà. En el cens de 2007 tenia 50 habitants.